# 昂库尔 (索姆省)
昂库尔（法語：Hancourt，法語發音：[ɑ̃kuʁ]）是法国上法蘭西大區索姆省的一个市镇，属于佩罗讷区。

## 地理
昂库尔（49°54'12"N, 3°4'21"E）面积4.06 平方千米，位于法国上法蘭西大區索姆省，该省份为法国北部沿海省份，北起加来海峡省和北部省，西接滨海塞纳省和大西洋英吉利海峡，南至瓦兹省，东临埃纳省。
与昂库尔接壤的市镇（或旧市镇、城区）包括：贝尔讷、卡尔蒂尼、珀伊、鲁瓦塞勒、坦库尔-布克利、弗赖涅昂韦尔芒杜瓦。

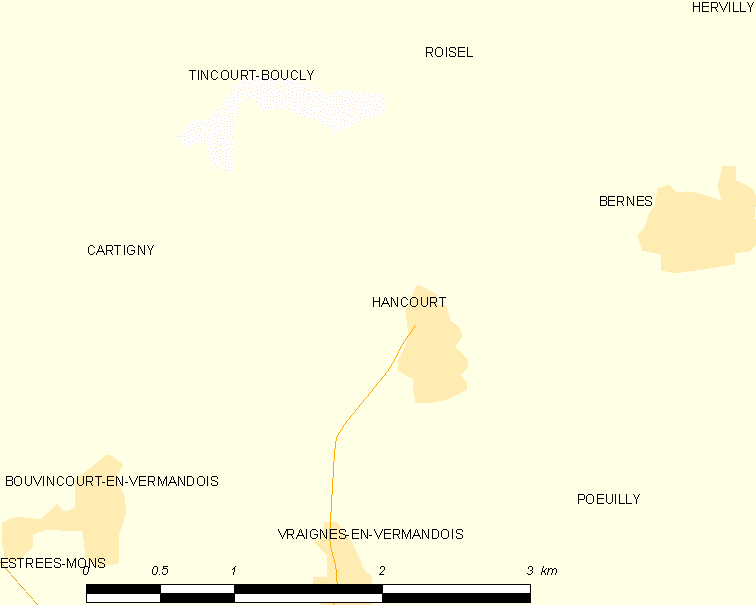
的OSM定位图

昂库尔的时区为UTC+01:00、UTC+02:00（夏令时）。

## 行政
昂库尔的邮政编码为80240，INSEE市镇编码为80413。

## 政治
昂库尔所属的省级选区为佩罗讷县。

## 人口

1962-2008年间人口变化图示

昂库尔于2022年1月1日时的人口数量为91人。